# 韋德爾氏海豹
韋德爾氏海豹（拉丁文學名：Leptonychotes weddellii），又名威德爾海豹、威氏海豹或威德爾氏海豹，是海豹科下韋德爾氏海豹屬的唯一種動物，由一位英國的南極的航海探險家詹姆士·威德爾(James Weddell)所命名。這種海豹主要分布於南極周圍、南極洲沿岸附近海域，据估计目前大约有80万头。體長約3公尺，雌性體形大於雄性，以魚類、頭足類等海洋中的生物為食。
相對於一般的海豹，由於韋德爾氏海豹較為溫馴，而且牙齒沒有食蟹海豹尖銳，這使捕食牠們的鯨類更為喜愛捕食。